# Зверев Олександр Олександрович
Олександр Олександрович Зверев — сержант Збройних Сил України, учасник російсько-української війни, який загинув у ході російського вторгнення в Україну в 2022 році. 

## Життєпис
Народився 29 вересня 1993 року. Мешкав в м. Кам'янець-Подільському Хмельницької області.
Загинув 24 лютого 2022 року в боях з агресором в ході відбиття російського вторгнення в Україну на Херсонщині.

## Нагороди
- орден «За мужність» III ступеня (2022, посмертно) — за особисту мужність і самовіддані дії, виявлені у захисті державного суверенітету та територіальної цілісності України, вірність військовій присязі.